# Crossman
Crossman is een plaats op de grens van de regio's Peel en Wheatbelt in West-Australië. Het ligt 125 kilometer ten zuidzuidoosten van Perth, 25 kilometer ten zuidzuidwesten van Wandering en 12 kilometer ten oosten van Boddington. In 2021 telde Crossman 153 inwoners tegenover 372 in 2006.

## Geschiedenis
In de 19e eeuw vestigden zich landbouwers in de streek waaronder J.H. Morgan. In 1928 werd er een brug over de rivier Crossman gebouwd. Er was een school waar tot in de jaren 1960 les gegeven werd.
Het dorp werd naar de rivier Crossman, een zijrivier van de rivier Hotham, vernoemd. Vermoedelijk werd de rivier in 1853 door Francis Thomas Gregory vernoemd naar luitenant William Crossman die dat jaar samen met Augustus Charles Gregory enkele mogelijke routes tussen Perth en Albany verkende.
Crossman lag aan een nevenspoor op de spoorweglijn van Perth naar Narrogin.

## Bezienswaardigheden
Nabij Crossman ligt een voormalig nationaal park, Crossman West Reserve, waar men in de lente een grote verscheidenheid aan wilde bloemen kan waarnemen.

## Transport
Crossman ligt langs de Albany Highway. De Transwa-busdienst GE1 tussen Perth en Esperance en de Transwa-busdienst GS1 tussen Perth en Albany doen Crossman aan.